# NGC 6446
NGC 6446 est une petite galaxie spirale située dans la constellation d'Hercule. Sa vitesse par rapport au fond diffus cosmologique est de 6 689 ± 14 km/s, ce qui correspond à une distance de Hubble de 98,7 ± 6,9 Mpc (∼322 millions d'al). NGC 6446 a été découverte par l'astronome allemand Albert Marth en 1864.
NGC 6446 présente une large raie HI. En raison d'une brillance de surface égale à 14,26 mag/am2, on peut qualifier NGC 6446 de galaxie à faible brillance de surface (LSB en anglais pour low surface brightness). Les galaxies LSB sont des galaxies diffuses (D) avec une brillance de surface inférieure de moins d'une magnitude à celle du ciel nocturne ambiant.
Les galaxies NGC 6446 et NGC 6447 sont voisines sur la sphère céleste et leur distance est à peu de chose près la même. Elles forment donc une paire physique de galaxies, mais l'image du relevé Pan-STARRS ne montre aucune distorsion de celles-ci.